# Cereal (tribuno do estábulo)
Cereal (em latim: Cerealis) foi um oficial romano do século IV, ativo sob o imperador Valentiniano I (r. 364–375). Era filho de Justo, irmão de Constanciano e da imperatriz Justina e tio de Valentiniano II (r. 375–392). Aparece em 375, quando serviu como tribuno do estábulo e salvou um dos estratores de Valentiniano. Sua nomeação deve ter ocorrido em 369, quando seu irmão, titular do mesmo ofício, foi morto na Gália. Em 375, Cereal desempenhou um papel proeminente para a ascensão de seu sobrinho como augusto.